# Ubi panis ibi patria
Ubi panis ibi patria为拉丁语，意为“哪里有面包，哪里就是我的国家（或家、祖国）”。据法国作家michel guillaume jean de Crèvecœur在其著作《什么是美国人》（他的系列作品《letters from an american farmer》中的第三部）中的说法，这句话是所有移民到美国的欧洲人的共同的座右铭。但这句话究竟是起源于Crèvecœur的著作还是源于他人之手，目前尚无从得知。
另外，这句话有可能源于另一句座右铭“Ubi bene ibi patria”（字面翻译為“在哪里日子过得好，哪里就是祖国”）。而这句话又与罗马悲剧诗人帕库维乌斯所写的一句诗（曾被西塞罗引用）相近：patria est ubicumque est bene（节选自图斯库卢姆辩论tusculanae disputationes，公元前45年）  。法国哲学家让-雅克·卢梭也曾在写于1772年的《论波兰政府》（considerations on the government of poland）中间接提到了这句话。